# Újezdec
Újezdec är en ort i Tjeckien.   Den ligger i distriktet Okres Uherské Hradiště och regionen Zlín, i den östra delen av landet, 240 km sydost om huvudstaden Prag. Újezdec ligger 388 meter över havet och antalet invånare är 222.
Terrängen runt Újezdec är platt åt sydost, men åt nordväst är den kuperad. Újezdec ligger uppe på en höjd.Runt Újezdec är det tätbefolkat, med 257 invånare per kvadratkilometer. Närmaste större samhälle är Uherské Hradiště, 14,3 km öster om Újezdec. Trakten runt Újezdec består till största delen av jordbruksmark.